# Let the Rough Side Drag
| Recensione       | Giudizio |
| ---------------- | -------- |
| AllMusic         | [ 2 ]    |
| Robert Christgau | C+       |

Let the Rough Side Drag è un album discografico del cantautore statunitense Jesse Winchester, pubblicato dall'etichetta discografica Bearsville Records nel settembre del 1976.

## Tracce

### LP
Lato A
Testi e musiche di Jesse Winchester.
1. Let the Rough Side Drag – 2:34
2. Damned If You Do – 3:22
3. Step by Step – 2:55
4. Lay Down Your Burden – 4:02
5. Everybody Knows But Me – 2:53
6. Blow On, Chilly Wind – 2:27

Lato B
Testi e musiche di Jesse Winchester, eccetto dove indicato.
1. Working in the Vineyard – 2:44
2. How About You – 4:04
3. It Takes More Than a Hammer and Nails to Make a House a Home – 4:31 (David Hill, Aaron Schroeder)
4. As Soon As I Get on My Feet – 3:10
5. The Only Show in Town – 2:26
6. The Brand New Tennessee Waltz (reprise) – 3:27

## Musicisti
- Jesse Winchester - voce, chitarra, tastiere, flauto
- Bob Cohen - chitarra
- Ron Dann - chitarra pedal steel
- Bob Lucier - chitarra pedal steel
- Maurice Beauchamp - tastiere
- Ken Pearson - piano
- Carlisle Miller - sassofono
- Paul Butterfield - armonica
- Bruce Murchison - violino
- Marty Harris - basso, cori di sottofondo
- Don Habib - basso
- Chris Castle - batteria
- Christian St. Roch - batteria
- Lorri Zimmerman - cori di sottofondo
- Sharon Ryan - cori di sottofondo

Note aggiuntive
- Jesse Winchester, Marty Harris e Chuck Gray - produttori
- Registrazioni effettuate presso Studio Six di Montréal, Canada
- Chuck Gray - ingegnere delle registrazioni
- Jesse Winchester - foto copertina frontale album
- Richard Young - foto retrocopertina album
- Ringraziamenti a: Leslie Winchester, Albert Grossman, Linda Wortman e Arnie Naiditch per il loro supporto e la loro pazienza
- Album dedicato a James Ridout Winchester, Sr., mio padre[4]